# DSRV-1 Mystic
Pour l’article homonyme, voir USS Mystic.
Le DRSV-1 Mystic (nom non officiel) est un sous-marin de sauvetage à grande profondeur de la classe Mystic pouvant atteindre 1500 mètres anciennement utilisé par l'United States Navy entre 1970 et 2008. Il fut construit par Lockheed pour le compte de l'US Navy et lancé le 24 janvier 1970.

## Carrière et caractéristiques
Conçu pour être transportable par avion, le sous-marin mesure 15 mètres de long pour 3,4 de large et un poids total de 40 tonnes. Le Mystic est capable d'atteindre une profondeur de 1 500 mètres (5 000 pieds) tout en transportant 24 passagers outre son équipage composé de quatre hommes : deux pilotes et deux membres d'équipage.
Le Mystic fut basé à la base de North Island mais ne fut jamais utilisé comme sous-marin de sauvetage lors d'une mission réelle.
Il fut retiré du service le 1er octobre 2008 et est aujourd'hui inactif.

## Dans la fiction
Le sous-marin apparait dans plusieurs œuvres:
- Dans le film Sauvez le Neptune (Gray Lady Down) de 1978, il est utilisé comme véhicule de secours à la suite d'un incident survenu sur un sous-marin nucléaire d'attaque (SNA) de l'US Navy: le Neptune.
- Il apparaît dans le roman de Tom Clancy, Octobre Rouge, ainsi que le film basé sur ce roman, À la poursuite d'Octobre rouge, durant lequel le Mystic est utilisé pour transférer des hommes de l'USS Dallas au sous-marin soviétique Octobre Rouge.
- Il est également présent dans le film Hunter Killer, où il évacue les survivants d'un sous-marin russe avant de participer au sauvetage du Président de la fédération de Russie.

## Galerie de photographies

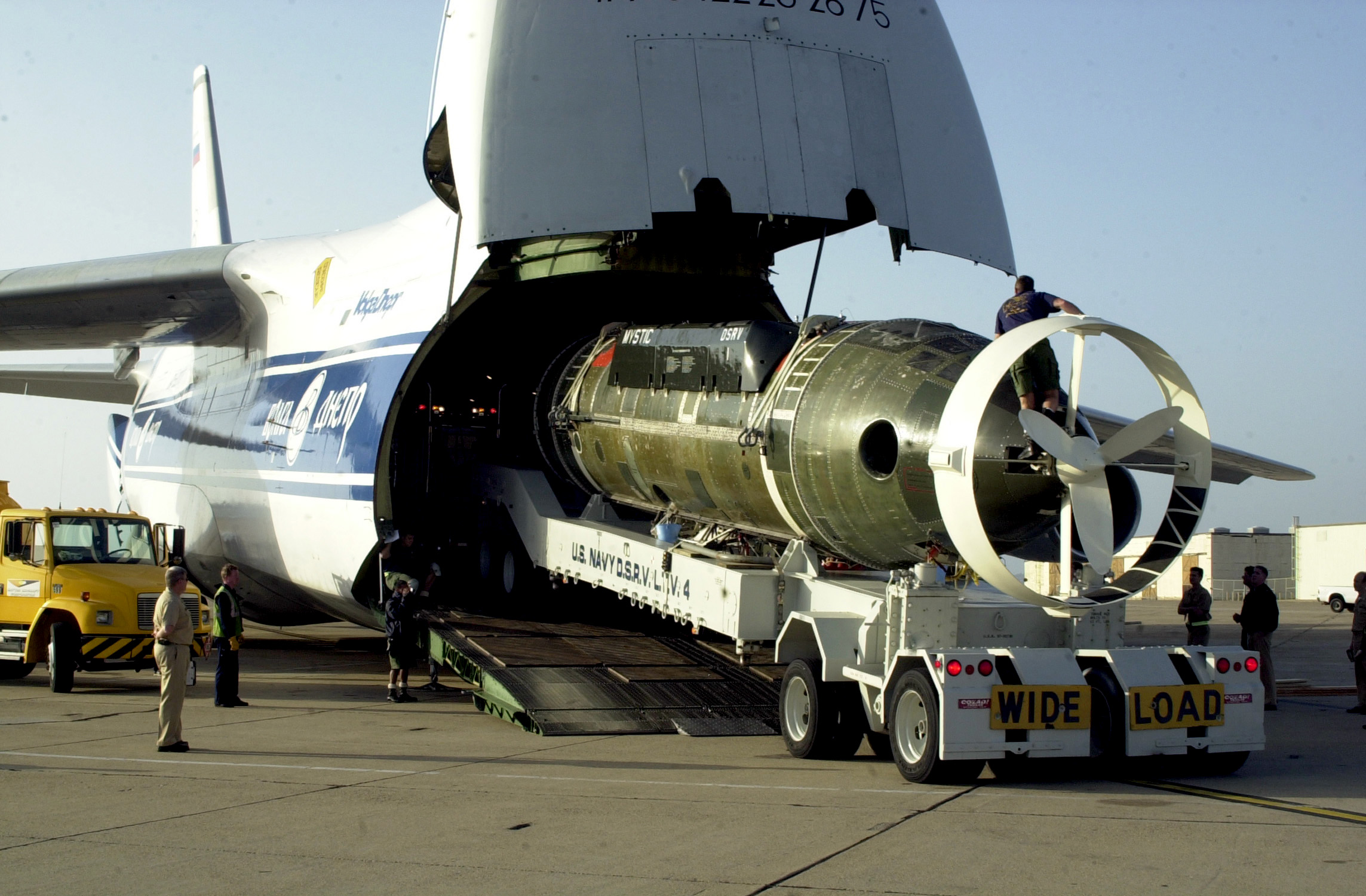
Le Mystic embarqué sur un Antonov An-124.
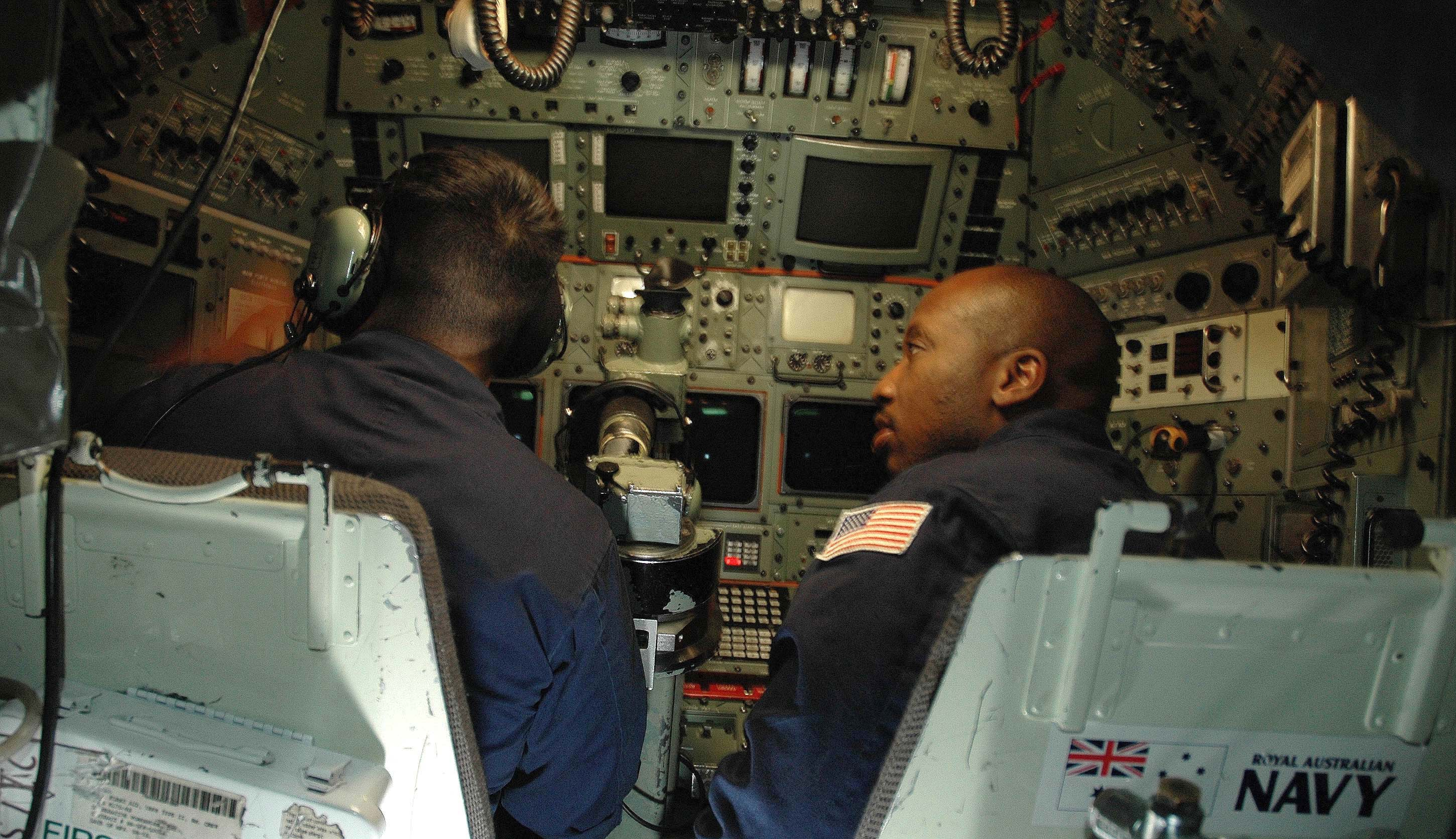
Le poste de commande du Mystic.